# Franco Citti
Franco Citti (Roma, 23 d'abril de 1935 - 14 de gener de 2016) és un actor italià. Va ser conegut per la seva participació als 26 anys en Accattone (1961), de Pier Paolo Pasolini. Va continuar col·laborant amb Pasolini en diverses pel·lícules més.
Sempre amb Pasolini, el 1968 va protagonitzar la versió Èdip rei i en un dels contes d'El Decameró (1971). També és conegut per la seva participació en El padrí (1972), com un dels guardaespatlles de Michael Corleone a Sicília i en El Padrí III (1990).

## Filmografia
Filmografia:
- Accattone (1961) de Pier Paolo Pasolini
- Mamma Roma (1962) de Pier Paolo Pasolini
- Una vita violenta (1962)
- Il giorno più corto (1962) de Sergio Corbucci
- Requiescant (1966) de Carlo Lizzani
- Èdip rei (Edipo re) (1968) de Pier Paolo Pasolini
- Seduto alla sua destra de Valerio Zurlini (1968)
- Il magnaccio de Franco De Rosis (1969)
- Gli angeli del 2000 (1969)
- La legge dei gangsters (1969)
- Porcile (1969) de Pier Paolo Pasolini
- Ostia (1970) de Sergio Citti
- El Decameró (Il Decameron) (1971) de Pier Paolo Pasolini
- Una ragazza di Praga de Sergio Pastore (1971)
- I racconti di Canterbury (1972) de Pier Paolo Pasolini
- El Padrí (1972), de Francis Ford Coppola
- Contes immorals (Storie scellerate) (1973) de Sergio Citti
- Storia de fratelli e de cortelli (1974) de Mario Amendola
- Les mil i una nits (Il fiore delle mille e una notte) (1974) de Pier Paolo Pasolini
- Todo modo (1976) de Elio Petri
- Uomini si nasce poliziotti si muore de Ruggero Deodato (1976)
- Il gatto dagli occhi di giada de Antonio Bido (1977)
- Casotto de Sergio Citti (1978)
- La lluna de Bernardo Bertolucci (1979)
- Il minestrone (1981) de Sergio Citti
- El retorn del cavall negre (The Black Stallion Returns) (1983)
- El Padrí III (1990) de Francis Ford Coppola
- Festival (1996) de Pupi Avati
- I magi randagi (1996) de Sergio Citti
- Il sindaco (1996) de Antonio Avati
- Cartoni animati (1998) de Franco Citti e Sergio Citti
- Pier Paolo Pasolini e la ragione di un sogno (2001) de Laura Betti

## Premis i nominacions
Nominacions
- 1963: BAFTA al millor actor estranger per Accattone